# Registracijske oznake za cestovna vozila u Crnoj Gori
Na registarskim pločicama za cestovna vozila (automobile, kamione, autobuse, radna vozila i radne strojeve, motorkotače) iz Crne Gore, nakon što je ona 2006. proglasila neovisnost i stekla međunarodno priznanje, od 1. lipnja 2008. postoje sljedeće oznake:
| Kratica | Popis registracijskih područja |
| ------- | ------------------------------ |
| AN      | Andrijevica                    |
| BA      | Berane                         |
| BP      | Bijelo Polje                   |
| BD      | Budva                          |
| BR      | Bar                            |
| CT      | Cetinje                        |
| DG      | Danilovgrad                    |
| GS      | Gusinje                        |
| HN      | Herceg Novi                    |
| PL      | Plav                           |
| KL      | Kolašin                        |
| KO      | Kotor                          |
| MK      | Mojkovac                       |
| NK      | Nikšić                         |
| PG      | Podgorica                      |
| PL      | Plav                           |
| PT      | Petnjica                       |
| PV      | Pljevlja                       |
| PŽ      | Plužine                        |
| RO      | Rožaje                         |
| TV      | Tivat                          |
| ŠN      | Šavnik                         |
| UL      | Ulcinj                         |
| ŽB      | Žabljak                        |

## Izgled novih crnogorskih registracijskih pločica
Nove crnogorske registaracijske pločice za sva cestovna vozila bit će pravokutnog oblika, osim za:
- motorkotače - kvadratnog
- za vozila diplomatskih, konzularnih i predstavništava stranih organizacija - elipsastog.

Na novim pločicama nalazi se:
- međunarodni kod Crne Gore MNE
- crnogorski državni grb
- oznaka grada
- osobni brojevi automobila.

Nova je pločica bijele boje obrubljena crnom linijom, u lijevom kutu ima plavo polje na kojem je ispisana oznaka MNE, zatim oznaka grada, grb i osobni broj automobila.
Registracijske pločice imaju dva slova i tri broja, a vlasnik vozila imat će mogućnost birati kombinaciju. 
Pločice za sva motorna vozila, osim za motorkotače, imaju dimenzije 520 mm x 110 mm. Za ona vozila na čiji se zadnji dio ne mogu pričvrstiti takve oznake, izdaju se pločice dimenzija 340 mm x 220 mm. 
Oznake policijskih pločica plave su, a crnogorske vojske zelene boje.

## Stare registracijske oznake gradova
No, još uvijek su važeće i stare registracijske oznake za cestovna vozila iz doba SRJ, sve dok se ne obavi kompletna zamjena novim.
Stare registracijske oznake su:
| Kratica | Popis registracijskih područja    |
| ------- | --------------------------------- |
| BA      | Berane, Andrijevica, Plav, Rožaje |
| BD      | Budva                             |
| BP      | Bijelo Polje, Mojkovac            |
| BR      | Bar                               |
| CT      | Cetinje                           |
| HN      | Herceg Novi                       |
| KO      | Kotor, Tivat                      |
| NK      | Nikšić, Plužine, Šavnik           |
| PG      | Podgorica, Danilovgrad, Kolašin   |
| PV      | Pljevlja, Žabljak                 |
| UL      | Ulcinj                            |

## Vanjske poveznice
Priopćenje MUP-a Crne Gore o promjeni cestovnih registracijskih oznaka od 1. lipnja 2008.g.